# Avro Canada CF-103
Avro Canada CF-103 byl plánovaný kanadský přepadový stíhač, navržený společností Avro Canada na začátku 50. let 20. století, jako potenciální nástupce stejnou společností vyráběného letounu CF-100 Canuck, z kterého byl vyvinut, a který právě vstupoval do služby u Kanadského královského letectva (RCAF) Ačkoliv se plánovalo, že bude schopen létat nadzvukovou rychlostí, CF-103 nabízel jen mírný nárůst rychlosti a dalších schopností v porovnání s CF-100; následkem toho se letoun nikdy nedostal z fáze modelu v plné velikosti.

## Konstrukce a vývoj
Dokonce ještě předtím než vzlétl prototyp CF-100, společnost Avro Canada prováděla studie potenciálních variant letounu, protože RCAF hledalo přepadový stíhač v vyšší rychlostí. Vzhledem k tomu, že byly zřejmé omezení letounu CF-100 s původními „tlustými“ rovnými křídly, hlavní konstruktér John Frost navrhl řadu úprav, které zahrnovaly tenčí zkosená křídla. V prosinci 1950 rozhodla konstrukční kancelář společnosti Avro Aircraft pokračovat v úpravách letounu, hlavně v použití trupu letounu z prvních sérií letounu CF-100 ve spojení s novými zkosenými křídly a ocasními plochami. Tato konstrukční studie měla označení C-100S.
Konstruktér Frost považoval nový návrh za mezistupeň mezi letounem CF-100 a více pokročilým projektem C-104. Charakteristickou změnou byla šikmá a tenčí křídla, s náběžnou hranou pod úhlem 42°, která vytvářela téměř delta křídlo. Zadní křidélka byla rovněž zkosena dozadu. Jeden návrh letounu měl mít dvě přídavné palivové nádrže na náběžné hraně křídla, zhruba ve třech čtvrtinách jeho délky. Navzdory použití silnějších motorů, přepracovaná konstrukce nabízela velice malé zlepšení výkonů, s plánovaným zvýšením rychlosti při střemhlavém letu na Mach 0.95, což bylo jen o trochu lepší než maximální rychlost Mach 0.85 u sériově vyráběného letounu CF-100 Mk 2 a Mk 3. Vedení společnosti Avro, když uznalo že společnost již utrpěla škodu zdlouhavým vývojem letounu CF-100, rozhodlo, že Frostova revidovaná verze by mohla být pojistkou proti skutečnosti, že se nepodařilo uzavřít dlouhodobé kontrakty na dodávky letounů CF-100.
V roce 1951, kanadské ministerstvo průmyslu a obchodu vystavilo objednávku na dva prototypy a drak letounu pro statické zkoušky, projekt byl označen CF-103. Vše potřebné a podrobné technické výkresy byly připraveny do června 1951. Testování v aerodynamickém tunelu, které bylo prováděno v Cornell University, bylo dokončeno v listopadu 1951. Ačkoliv byla postavena dřevěná maketa letounu CF-103, společně s kokpitem a s částečně zabudovanou pohonnou jednotkou, maketa nebyla vybavena podvozkovou částí ani vnitřním vybavením. Byly rovněž připraveny dva různé provizorní návrhy ocasních ploch, zatímco definitivní ocasní plochy měly mít mnohem zkosenější vzhled. Technické a instalační požadavky pro předpokládaný proudový motor Orenda 17 pro CF-103 nebyly ukončeny, jako zkušební „hybrid“ byly použity části motoru Orenda 8 a Orenda 11, vývoj nebyl nikdy dokončen.

## Zrušení projektu
Během roku 1951, letecké zkoušky, které prováděl hlavní zkušební pilotem společnosti Avro Janusz Żurakowski a ostatní členové skupiny zkušebních pilotů, odhalily skrytý potenciál letounu CF-100, který překračoval plánované výkony letounu CF-103, zatímco Frost a konstrukční kancelář byli stále zaujati novými vylepšenými návrhy letounu, který by mohl být potenciálním nástupcem CF-100. Práce na CF-103 byly zastaveny, první let byl z původně plánovaného léta 1952 přeložen na polovinu roku 1953. Pod tlakem událostí Studené války, kanadská vláda požadovala, aby výroba stíhaček CF-100 a vývoj pokročilejších verzí CF-100, měly prioritu. To vedlo společnost Avro, aby v prosinci 1951 zastavilo skomírající projekt CF-103.
Ačkoliv maketa letounu zůstala ve zkušební hale společnosti, následující události zmařily jakoukoliv snahu o oživení projektu. 18. prosince 1952, z výšky 33 000 stop (10 000 m), zkušební pilot Żurakowski provedl střemhlavý let prototypem letounu CF-100 Mk 4 (RCAF sériové číslo 18112) rychlostí Mach 1.06. Tento jeho „nepovolený“ zkušební let vedl ke konečné likvidaci modelu letounu CF-103.

## Specifikace
Data pocházejí z publikace Avro Arrow: The Story of the Avro Arrow from its Evolution to its Extinction

### Technické údaje
- Posádka: 2
- Délka: 18,2 m
- Rozpětí křídel: 13,1 m
- Výška: 4,87 m
- Pohonné jednotky: 2× proudový motor Orenda 17
- Běžný tah: každý 34,36 kN
- Tah s přídavný spalováním: každý 37,8 kN

### Plánované výkony
- Maximální rychlost: Mach 0,85 (Mach 0,95 při střemhlavém letu)

### Výzbroj
(Plánovaná)
- Dopředu střílející skupina osmi kulometů 0,5 inch (12,7 mm) – 200 nábojů na zbraň

#### Související vývoj
- Avro Canada CF-100 Canuck

#### Srovnatelná letadla
- Gloster Javelin
- MiG-19
- Sud-Ouest Vautour
- Jakovlev Jak-25
- Jakovlev Jak-28P/PM